# Sidney Patterson
Sidney Philip „Sid” Patterson (ur. 14 sierpnia 1927 w Melbourne, zm. 28 listopada 1999 tamże) – australijski kolarz torowy i szosowy, sześciokrotny medalista torowych mistrzostw świata.

## Kariera
Pierwszy sukces w karierze Sidney Patterson osiągnął w 1948 roku, kiedy zdobył srebrny medal w indywidualnym wyścigu na dochodzenie amatorów podczas torowych mistrzostw świata w Amsterdamie. W zawodach tych wyprzedził go jedynie Włoch Guido Messina, a trzecie miejsce zajął Francuz Charles Coste. W tym samym roku wystartował na igrzyskach olimpijskich w Londynie, gdzie był piąty w drużynie, a rywalizację w wyścigu na 1 km zakończył na szóstej pozycji. Na rozgrywanych rok później mistrzostwach świata w Kopenhadze Australijczyk zwyciężył w sprincie indywidualnym amatorów. Kolejne trzy medale zdobył w 1950 roku. Najpierw wygrał indywidualny wyścig na dochodzenie amatorów podczas mistrzostw świata w Liège, a następnie zdobył srebrne medale w tej samej konkurencji oraz na dystansie 1 km na igrzyskach Imperium Brytyjskiego w Auckland. W 1951 roku przeszedł na zawodowstwo i jeszcze w tym samym roku wywalczył brązowy medal na mistrzostwach świata w Mediolanie – wyprzedzili go tylko Reg Harris z Wielkiej Brytanii i Jacques Bellenger z Francji. Zarówno na mistrzostwach świata w Paryżu w 1952 roku, jak i na rozgrywanych rok później mistrzostwach świata w Zurychu Patterson zdobywał złote medale w indywidualnym wyścigu na dochodzenie.Startował również w wyścigach szosowych, jednak bez większych sukcesów. Zdobył dwa medale torowych i szosowych mistrzostw Australii, jednak nigdy nie zwyciężył. Karierę zakończył w 1970 roku.